# اوسوالدو پایا
اوسوالدو پایا (انگلیسی: Oswaldo Payá؛ ۲۹ فوریهٔ ۱۹۵۲ – ۲۲ ژوئیهٔ ۲۰۱۲) یک فعال سیاسی و دگراندیش شناخته شده اهل کوبا بود.
اوسوالدو پایا، رهبر جنبش آزادی‌بخش مسیحیان کوبا بود. پایا یکی از ناراضیان و مخالفان سیاسی معروف در کوبا محسوب می‌شد
اوسوالدو پایا، سال ۲۰۰۱ میلادی جایزه ساخاروف پارلمان اتحادیه اروپا را دریافت کرده بود، یکشنبه ۲۲ ژوئیه ۲۰۱۲ (۱ مرداد ۱۳۸۱) در یک سانحه رانندگی کشته شد.